# ياسمين رئيس
ياسمين رئيس ولدت (15 سبتمبر 1985 -)، ممثلة مصرية من أصول فلسطينية بدأت أولى أدوارها في مسلسل عرض خاص، وكانت أول بطولة مع المخرج محمد خان في فيلم فتاة المصنع والذي حقق نجاحاً باهراً ونال العديد من الجوائز المحلية والدولية.

## بدايتها
اختارها المخرج الكبير محمد خان لبطولة فيلم فتاة المصنع.[بحاجة لمصدر]
حصلت ياسمين على 6 جوائز وتكريمات: جائزة أفضل ممثلة من مهرجان دبي السينمائي الدولي 2013، وجائزة أفضل ممثلة في مهرجان مالمو للسينما العربية في السويد، ثم جائزة التمثيل نساء من المهرجان القومي الثامن عشر للسينما المصرية، جائزة ممثلة الدور الأول في الدورة الـ41 من مهرجان جمعية الفيلم للسينما المصرية، جائزة أفضل ممثلة في مهرجان طريق الحرير السينمائي في دبلن بأيرلندا، وأخيراً حصلت ياسمين على تنويه خاص من لجنة تحكيم مسابقة الشرائط الطويلة بـالمهرجان الدولي للفيلم الشرقي في جنيف.[بحاجة لمصدر]
بدأت في عالم التمثيل منذ أن كان عمرها 14 سنة، ثم افتتحت مسيرتها الفنية بالمشاركة في مسلسل عرض خاص في 2010 مع المخرج هادي الباجوري، حيث قدمت واحدة من 5 شخصيات رئيسية به، وأدى ذلك إلى مشاركتها في العديد من الأفلام والمسلسلات مثل دورها في فيلم إكس لارج أمام النجم أحمد حلمي، وفيلمي واحد صحيح والمصلحة، بالإضافة إلى مسلسل طرف ثالث الذي أسهم في اختيارها لدور البطولة في فيلم فتاة المصنع، وهو بمثابة انطلاقة ياسمين في عالم السينما، لتتعاون مع حلمي مرة أخرى في بطولة فيلم صنع في مصر للمخرج عمرو سلامة، ثم تتعاقد على بطولة أفلام أخرى بعد ذلك، منها فيلم من ضهر راجل أمام النجم آسر ياسين، وفيلم بلاش تبوسني للمخرج والمؤلف أحمد عامر، هيبتا المحاضرة الأخيرة.[بحاجة لمصدر]

## أعمالها

### الأفلام
- 2011: إكس لارج (ريهام)
- 2011: واحد صحيح (مريم)
- 2012: المصلحة (نجلاء)
- 2014: كلام جرايد
- 2014: فتاة المصنع (هيام)[7]
- 2014: صنع في مصر (علا)
- 2015: من ضهر راجل (مي)
- 2016: هيبتا (رؤى)
- 2016: أسبوع ويومين (فيلم قصير)
- 2017: البحث عن أم كلثوم (غادة)
- 2017: شيخ جاكسون (شيرين)
- 2018: بلاش تبوسني (فجر)
- 2020: لص بغداد (سلمى)
- 2020: الحارث (فريدة)
- 2022: قمر 14 (أمينة)
- 2022: خطة مازنجر (فاتن)
- 2023: أنا لحبيبي (ليلى)
- 2024: الفستان الابيض (وردة)

### المسلسلات
- 2008: كلمة حق
- 2010: عرض خاص
- 2012: طرف ثالث (شيماء)
- 2012: لحظات حرجة 3 (ضيف شرف)
- 2013: موجة حارة (منار - ضيفة شرف)
- 2016: الميزان (دينا فهيم)
- 2017: أنا شهيرة أنا الخائن (شهيرة)
- 2021: ملوك الجدعنة (فاتن)
- 2021: 60 دقيقة (ياسمين)
- 2024: جودر (شهرزاد)
- 2024: رقم سري(لقاء)
- 2025: جودر 2 (شهرزاد)
- 2025: منتهي الصلاحية

### المسرحيات
- 2022: أحفاد ريا وسكينة

## جوائز ومهرجانات
| - جائزة أفضل ممثلة في مهرجان دبي السينمائي الدولي - جائزة أفضل ممثلة في مهرجان مالمو للسينما العربية بالسويد - جائزة التمثيل نساء من المهرجان القومي الثامن عشر للسينما المصرية - جائزة ممثلة الدور الأول في الدورة الـ41 من مهرجان جمعية الفيلم للسينما المصرية - جائزة أفضل ممثلة في مهرجان طريق الحرير السينمائي في دبلن بأيرلندا - تنويه خاص من لجنة تحكيم مسابقة الشرائط الطويلة بـالمهرجان الدولي للفيلم الشرقي في جنيف | - مهرجان دبي السينمائي الدولي - مهرجان مالمو للسينما العربية - المهرجان القومي للسينما المصرية - مهرجان جمعية الفيلم للسينما المصرية - المهرجان الدولي للفيلم الشرقي في جنيف - مهرجان ميد فيلم - المهرجان الدولي لفيلم المرأة بسلا - مهرجان أفلام العالم في مونتريال | - مهرجان ANA للسينما العربية المعاصرة - مهرجان توين سيتيز للفيلم العربي - مهرجان شنغهاي السينمائي الدولي - مهرجان الفيلم لعربي بالعاصمة الكورية سيول - مهرجان كُلكتا السينمائي الدولي بالهند - مهرجان سفر للسينما العربية - مهرجان السينما الأفريقية بفيرونا - مهرجان الفيلم الفرنسي العربي بالأردن - مهرجان أيام قرطاج السينمائية |